# Irrlicht

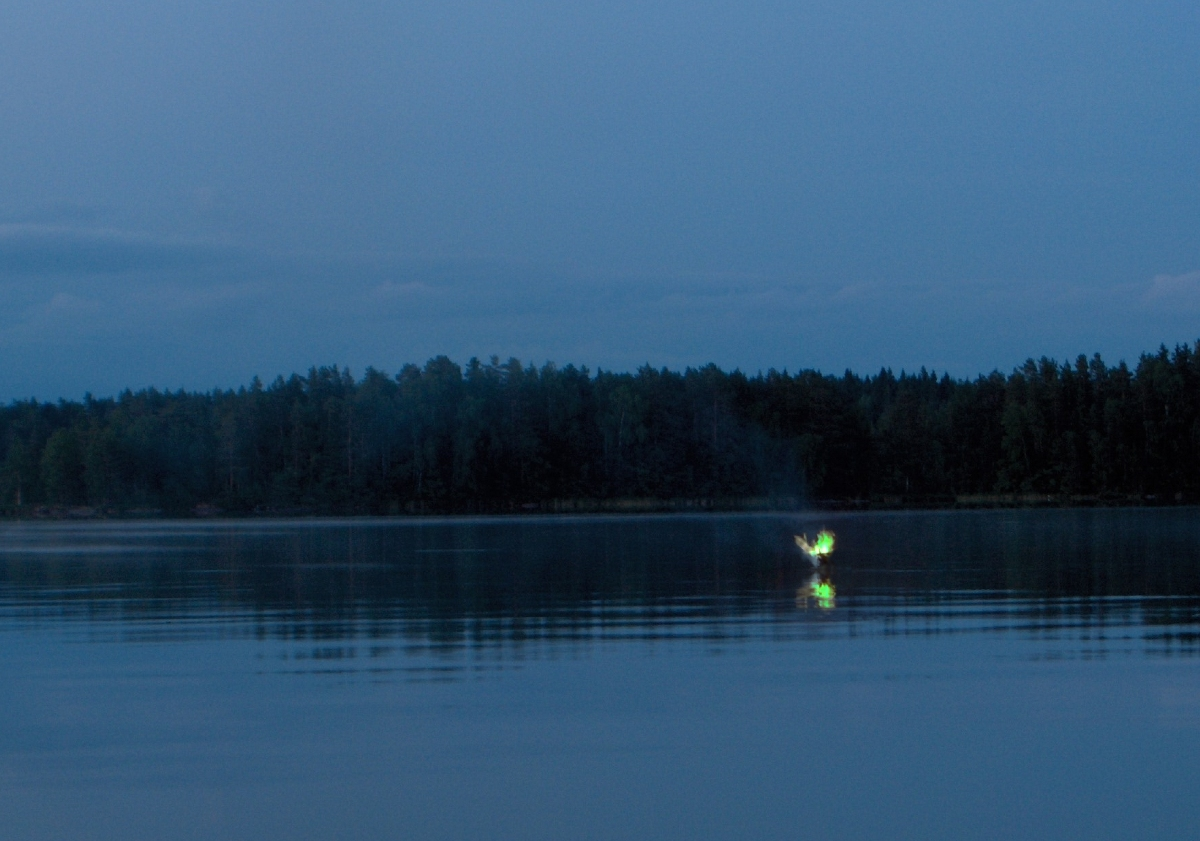
Künstlerische Darstellung eines Irrlichts (Simulation)

Als Irrlicht (auch Irrwisch, Sumpflicht und Ignis fatuus genannt) wird eine bestimmte Leuchterscheinung bezeichnet, die vorgeblich hin und wieder in Sümpfen, Mooren, Morasten oder in besonders dichten, dunklen Wäldern und (seltener) auf Friedhöfen gesichtet wird.
In der Folklore und im Aberglauben werden Irrlichter meist entweder als das arglistige Werk übernatürlicher Wesen oder als die Seelen unglücklich Verstorbener angesehen. Irrlichtern zu folgen oder sie gar einfangen zu wollen, bringt gemäß dem Volksglauben Unglück. In den Naturwissenschaften wird ihre Existenz als eigenständige Wesen grundsätzlich abgelehnt. Berichte über vorgebliche Sichtungen werden aber dennoch untersucht, denn in der Natur gibt es sowohl Lebewesen als auch Gase, die Lichter erzeugen können, die wiederum Irrlichtbeschreibungen recht ähnlich sind. Wissenschaftler vermuten daher schlichte Verwechslungen und optische Täuschungen als Ursache für Irrlichtberichte. In Kunst und Dichtung, wie auch in der modernen Subkultur, sind Irrlichtmotive weit verbreitet und populär.

## Bezeichnungen
Im deutschen Sprachraum sind vor allem die Bezeichnungen Irrlicht und Irrwisch geläufig. Aus altdeutschen Schriften werden Spuklicht und Totenlicht überliefert. Aus dem luxemburgischen Sprachgebrauch stammt der Name d’Raulîcht, welcher schon im Mittelalter Einzug ins Deutsche hielt und zur (wenngleich veralteten) Bezeichnung Traulicht, beziehungsweise Trauerlicht, beitrug. Aus älterer Literatur stammt noch die Bezeichnung Ignis fatuus, die in fremdsprachiger Literatur bis heute gebräuchlich ist. Das Wort ist lateinischen Ursprungs und bedeutet „Narrenfeuer“.
Aus dem englischen Sprachraum sind die Bezeichnungen Will-o’-the-wisp, Will-o’-wisp und Jack O’Lantern bekannt. Im Französischen werden Irrlichter Feu follet (deutsch „Narrenfeuer“) genannt. Aus dem Japanischen ist der Begriff Onibi (deutsch „Dämonenfeuer“) überliefert. In der sorbischen Folklore sind Irrlichter als Blud bekannt. Aus dem britischen Sagenbereich stammt ein Wesen namens Hob Thrush, das ebenfalls gern die Gestalt von Irrlichtern annehmen soll.
Daneben sind auch zahlreiche lokale Bezeichnungen für Irrlichter bekannt. Allein in Großbritannien kursieren über ein Dutzend regionaler Namen, im Folgenden eine Auswahl: Hobby Lantern (Hertfordshire), Joan the Wad (Cornwall und Somerset), Jacky Lantern (westliche Provinzen), Spunkie (Schottland) und Will-o’-the-Wike (Norfolk).

## Beschreibung
Die Beschreibungen von Irrlichtern variieren, meist werden sie als kleine Flämmchen beschrieben, seltener sollen sie faust- oder gar kopfgroße Feuerbälle sein. Ihre Farbe wird meist mit bläulich, grünlich oder rötlich angegeben. Auch über die Bewegung der Irrlichter liegen unterschiedliche Angaben vor. Sie sollen entweder regungslos an Ort und Stelle verweilen oder wild flackernd aufleuchten und sofort wieder erlöschen. Weniger glaubwürdige Berichte erzählen von Irrlichtern, die sich vom Betrachter weg bewegen oder ihn hingegen regelrecht verfolgen, so als wären sie fremdgesteuert oder intelligente Wesen mit eigenem Willen.
Eine namentlich fixierbare Beschreibung des Irrlicht-Phänomens gab der Astronom Friedrich Wilhelm Bessel über eine eigene Beobachtung im Jahre 1807 im Teufelsmoor.

## Mögliche Hintergründe

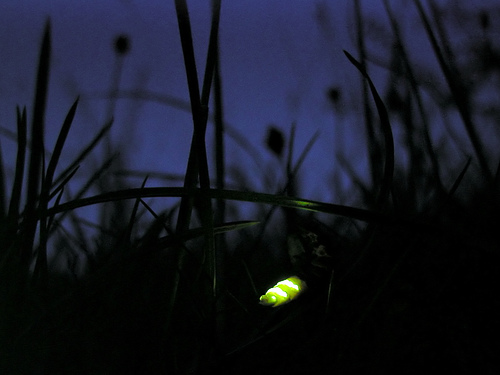
Leuchtendes Glühwürmchen (hier Lampyris noctiluca) im Gras.

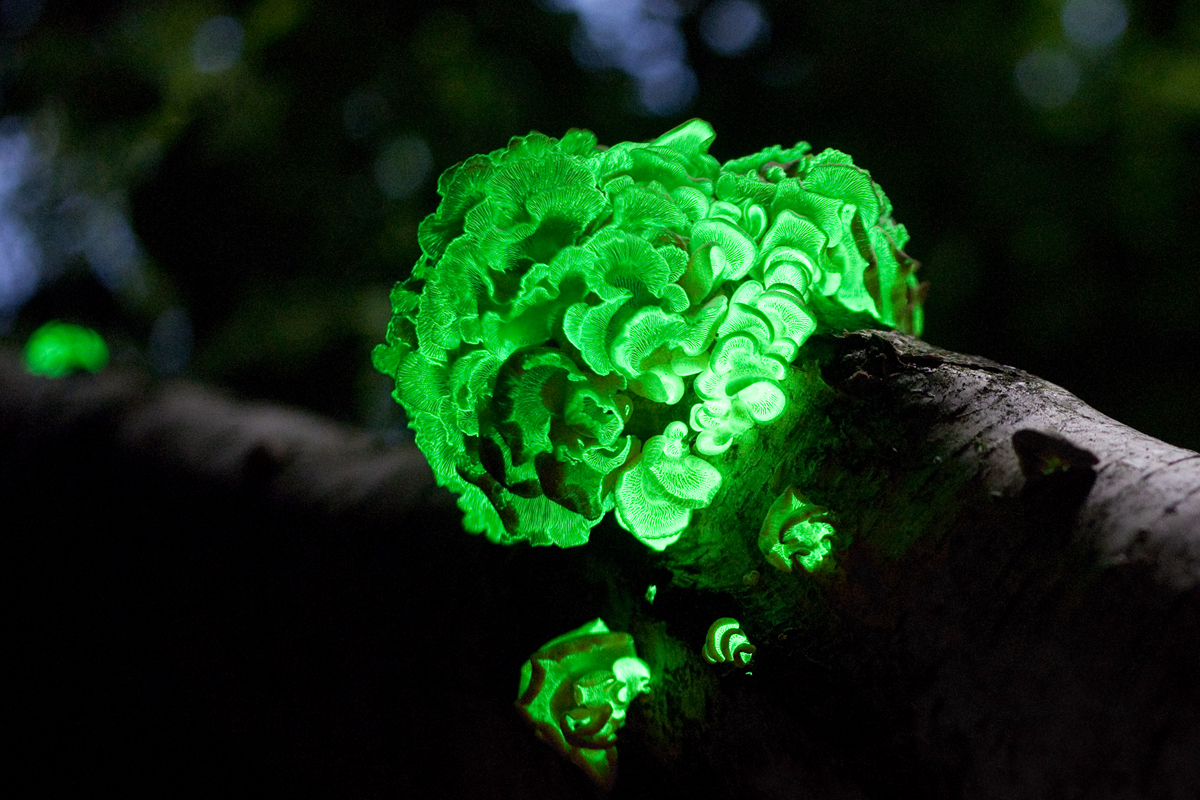
Herber Zwergknäueling, Mount Vernon, Wisconsin (lange Belichtungszeit)

In den Naturwissenschaften wird die Existenz von Irrlichtern als eigenständige Wesen grundsätzlich abgelehnt, dennoch werden Berichte über Irrlichtsichtungen regelmäßig untersucht. Grund hierfür ist nicht nur die lang anhaltende Tradition und die Häufigkeit von Augenzeugenberichten. Auch der Umstand, dass es beispielsweise in der Natur Organismen und Lebewesen gibt, welche die Fähigkeit zur Biolumineszenz besitzen, trägt dazu bei. Biolumineszente Lebensformen können mit ihren Körpern (beziehungsweise mit einzelnen Körperteilen) kaltes Licht erzeugen. Wissenschaftler fragen sich daher, ob vorgebliche Irrlichtsichtungen vielleicht auf Verwechslungen, zum Beispiel mit Glühwürmchen und/oder mit Fuchsfeuern leuchtender Pilze, zurückzuführen sind.
Eine mögliche Erklärung für das Phänomen der Irrlichter sehen Wissenschaftler in der Freisetzung und spontanen Entzündung natürlicher Gase. Besonders Sumpf- und Faulgase, die bei der Zersetzung organischer Materialien entstehen, sind hierfür bekannt. Diese Gase entstehen durch mikrobiologische Abbauprozesse, bei denen organische Substanzen tierischer oder pflanzlicher Herkunft zersetzt werden. Dabei werden vor allem Methan (CH₄) und Schwefelwasserstoff (H₂S) freigesetzt. Methan ist ein farb- und geruchloses Gas, das durch die anaerobe Zersetzung organischen Materials gebildet wird, während Schwefelwasserstoff durch den bakteriellen Abbau schwefelhaltiger Verbindungen entsteht. Beide Gase sind unter bestimmten Bedingungen brennbar. Methan und Schwefelwasserstoff können sich entzünden, wenn sie mit atmosphärischem Sauerstoff in Kontakt kommen und eine ausreichende Zündquelle vorhanden ist, beispielsweise durch elektrische Entladungen oder mechanische Funkenbildung. Diese Verbrennung kann zu schwachen, flackernden Lichterscheinungen führen, die als Irrlichter wahrgenommen werden. Eine ähnliche Erklärung wird für Phosphane (PH₃) angenommen, die bei der Zersetzung phosphathaltiger organischer Materialien entstehen. Phosphane sind hochreaktive Gase, die sich in Anwesenheit von Sauerstoff leicht entzünden und eine exotherme Reaktion auslösen können. Dabei kommt es zur Bildung von Phosphoroxiden, die im Dunkeln schwach leuchten. Diese sogenannte Chemolumineszenz könnte eine weitere Ursache für das Irrlicht-Phänomen darstellen. Bei der Reaktion von Phosphan mit Sauerstoff entsteht neben dem für das Leuchten verantwortlichen Phosphor auch Diphosphan (P₂H₄), das ebenfalls entzündlich ist und zur Bildung bläulicher Flammen führen kann.
Eine ähnliche These schlug der thailändische Wissenschaftler Saksid Tridech vor, als er die geheimnisvollen Naga-Feuerbälle über dem Fluss Mekong untersuchte. Entzündete Faulgase würden zumindest die Kurzlebigkeit sowie das plötzliche Auftreten und Erlöschen der Irrlichter erklären.

## Folklore

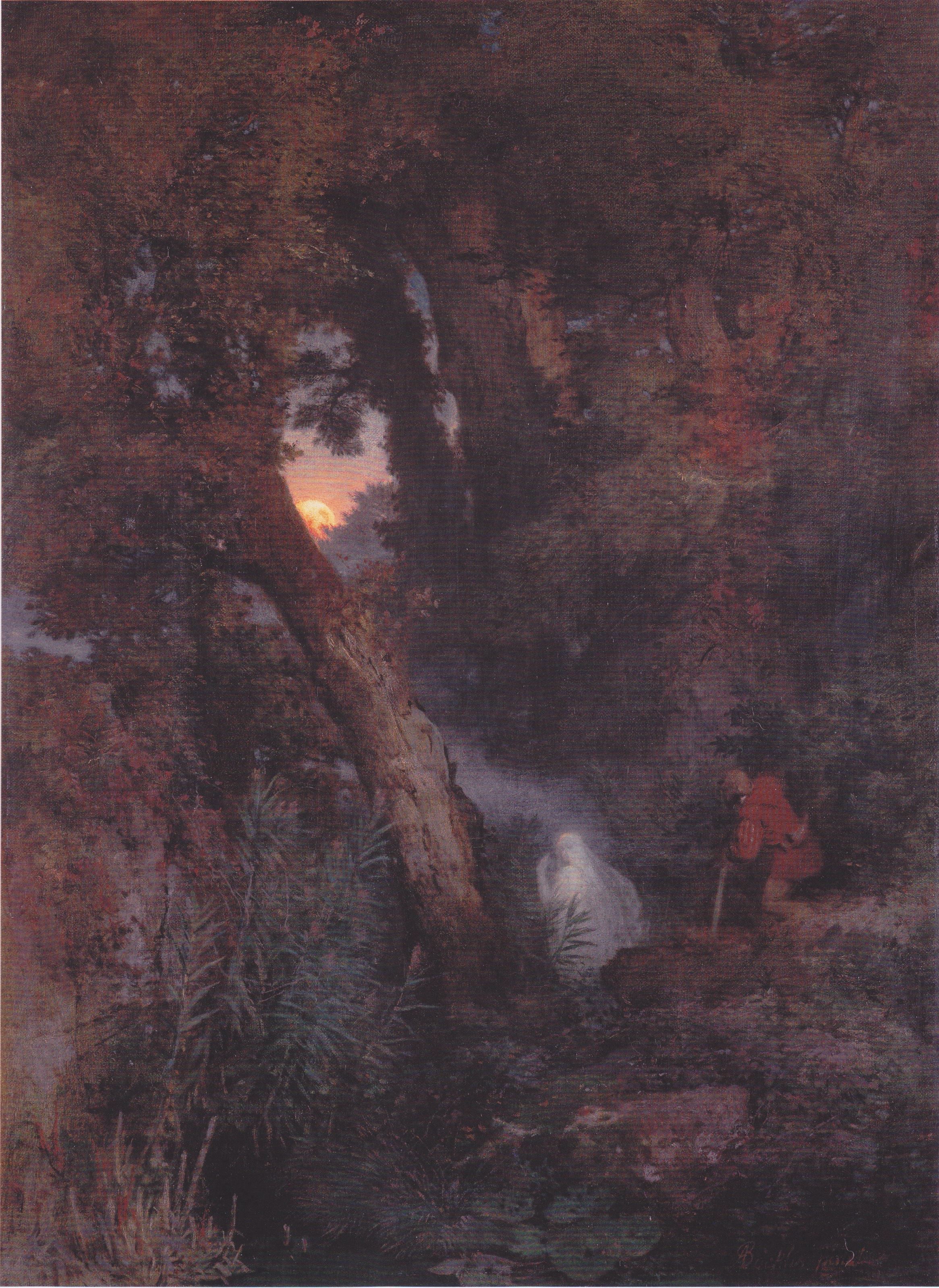
Arnold Böcklin: Das Irrlicht (1882)

In der Folklore und im Aberglauben wird Irrlichtern überwiegend eine unheilverkündende bis bösartige Natur nachgesagt. In vielen Mythen und Legenden sind es die Seelen Verstorbener, die entweder zu Lebzeiten böse waren und nun zur Strafe auf ewig auf der Erde wandeln müssen oder sie finden nach dem Tode keine Ruhe mehr und suchen nach Erlösung. Ähnliches wird über die Seelen totgeborener Kinder erzählt. Manche Sagen interpretieren sie als die traurigen Seelen im Moor ertrunkener Mord- und Unglücksopfer.
Meistens aber werden sie als das Werk böser Kobolde, Naturgeister, Gespenster und/oder Dämonen verstanden. Diese sollen Irrlichter heraufbeschwören oder sich in solche verwandeln, um dann den Menschen gezielt zu schaden. Das Licht soll Reisende, Abenteurer und Neugierige in ihr Verderben führen: Das Opfer, das sich bereits ohnehin gefährlich nahe an den Sumpf oder Wald herangewagt hat, wird von dem Irrlicht noch tiefer hinein gelockt, bis es im Schlamm versinkt oder sich im tiefen Wald verläuft und dort verendet.
Aus der irischen Folklore stammt die wohl bekannteste Sage um die Herkunft von Irrlichtern: jene von Jack O’Lantern (deutsch „Jack mit der Laterne“), einem betrügerischen, aber listigen Schmied namens Jack, dem es dereinst gelang, den Teufel mehrmals auszutricksen. Der Teufel zahlte es Jack nach dessen Tode heim, indem er seinem Geist zunächst den Eintritt in die Hölle verwehrte (Jack war an den Himmelstoren bereits ebenfalls abgewiesen worden.). Dann spendierte der Teufel Jack ein brennendes Stück Kohle aus dem Hades, das niemals verlischt. Jack steckte die Kohle in eine große, ausgehöhlte Steckrübe, nur um dann für alle Ewigkeit, auf der Suche nach Erlösung, umherwandeln zu müssen. Eine leicht abgewandelte Version gibt als Vornamen des Schmiedes Will an, was offenbar die Herkunft der Bezeichnung „Will-o’-the-wisp“ für Irrlichter erklären soll: das englische Wort wisp bezeichnet das Strohbündel einer Fackel. Will-o’-the-wisp würde demnach „Will mit dem (brennenden) Strohbündel“ bedeuten. Die Laterne des Jack O’Lantern wird in vielen englischsprachigen Folkloren, besonders in den USA und in Großbritannien, mit Irrlichtern gleichgesetzt oder als deren Quelle angesehen. In den USA wurde allerdings schon früh aus der Steckrübe ein ausgehöhlter Kürbis.
Im japanischen Shintōglauben können höhere Dämonen wie Yōkai und Oni Irrlichter beschwören und willentlich steuern. Diese Eigenart spiegelt sich dann in (fiktiven) „magischen Feuern“ wie dem Fuchsfeuer (jap. 狐火, Kitsunebi) und dem Dämonenfeuer (japanisch 鬼火, Onibi) wider. Oft werden Geister wie zum Beispiel das Hitodama (japanisch 人魂), aber auch Kugelblitze (japanisch 火の玉, Hinotama), mit Irrlichtern gleichgesetzt oder verwechselt.
Aus der sorbischen Folklore stammen Erzählungen über die Blud, die als Irrlichter erscheinen sollen. Es handelt sich der Überlieferung nach um die Seelen von Kindern, die verstarben, ohne vorher getauft worden zu sein. Nun sollen ihre Seelen weinend in Gestalt von Irrlichtern umherstreifen.

## Irrlichter in Kunst und Dichtung

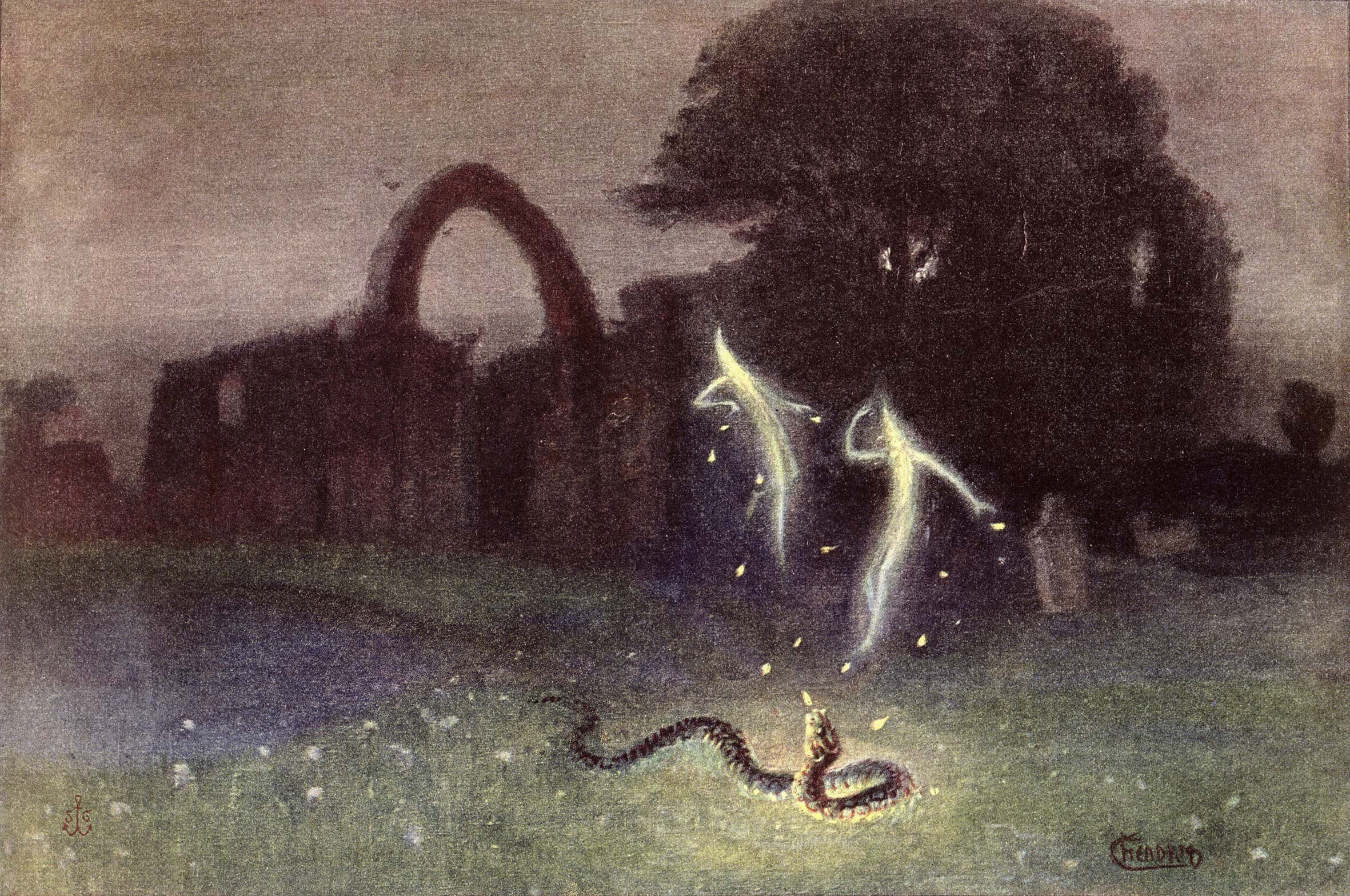
Irrlichter und Schlange von Hermann Hendrich, gemalt 1882.

Johann Wolfgang von Goethe verfasste um 1795 sein Werk Das Märchen, das von einem alten Geistlichen handelt, der wiederum einer Baronesse eine Märchengeschichte vorträgt. In dieser Erzählung spielen zwei Irrlichter eine tragende Rolle. Diese bitten einen Fährmann um Hilfe bei der Überquerung eines Flusses, als Bezahlung verlangt der Fährmann bestimmtes Gemüse. Aber die Irrlichter können nur Gold anbieten, welches der Fährmann wiederum ablehnt. Erst später gelingt den Irrlichtern die Überquerung dank einer grünen Schlange. Irrlichter kommen auch in dem berühmten Werk Faust. Eine Tragödie im Kapitel Walpurgisnacht als Nebenfiguren vor.
Der Maler Hermann Hendrich fertigte zwischen 1880 und 1900 bekannte Großgemälde für die Walpurgishalle auf dem Hexentanzplatz (bei Thale im Harz) an. Darunter befinden sich mehrere Irrlichtdarstellungen. Sowohl Faust I. als auch Das Märchen inspirierten Hendrich zu seinen Werken. In seinen Bildern werden die Irrlichter als zierliche, annähernd humanoide und leuchtende Wesen dargestellt.
Irrlichter werden aber auch in älteren Gedichten und sogar Liedern thematisiert. Dabei wird nicht nur auf ihre zwielichtige Natur, sondern auch auf ihre Ortsgebundenheit zu alten Friedhöfen und Mooren verwiesen.
Die fünfte Etüde aus den zwölf Études d’exécution transcendante für Klavier von Franz Liszt trägt die französischsprachige Bezeichnung für Irrlichter Feux follets. Das achttönige Irrlicht-Motiv taucht innerhalb der Komposition in zahlreichen diatonischen und chromatischen Varianten immer wieder auf.

## Irrlichter in moderner Rezeption
Irrlichter sind ein wiederkehrendes Motiv in der modernen Subkultur, besonders in Fantasy- und Science-Fiction-Filmen, aber auch in Computerspielen mit Fantasy-, Science-Fiction- und/oder Horrorinhalten. Ein Beispiel für Irrlichtermotive in Fantasyfilmen ist unter anderem Merida – Legende der Highlands. In diesem Kinofilm wird die junge Protagonistin in einem dichten Wald von Irrlichtern zu einem Hexenhaus geführt. Ein Beispiel für Irrlichtmotive in Computerspielen ist in der beliebten Pokémon-Spielereihe zu finden. Bestimmte Pokémon, wie zum Beispiel Vulpix, können Irrlichter heraufbeschwören, um diese dann gegen ihre Gegner loszuschicken.